# Comité Paralímpico Lituano
El Comité Paralímpico Lituano (en lituano: Lietuvos parolimpinis komitetas), abreviado como LPK, es el comité paralímpico nacional que representa a Lituania. Esta organización es la responsable de las actividades deportivas paralímpicas en el país y representa al país ante el Comité Paralímpico Internacional. Fue fundado en 1990 y reconocido por el COI en 1991.

## Presidentes
- Jonas Mačiukevičius – 1990-1992
- Vytautas Kvietkauskas – 1992-2005
- Vytautas Girnius – 2005–2009
- Vytautas Kvietkauskas - desde 2009